# Premier League Malti 2008-2009
L'edizione 2008-2009 della Premier League maltese (BOV Premier League per motivi di sponsorizzazione) è stata la novantaquattresima edizione della massima serie del campionato maltese di calcio. Il titolo è stato vinto dall'Hibernians.

## Classifica prima fase
|    | Classifica         | G  | V  | N | P  | GF | GS | Dif | Pt | Pt detratti | Pt 2ª fase |
| -- | ------------------ | -- | -- | - | -- | -- | -- | --- | -- | ----------- | ---------- |
| 1  | Hibernians         | 18 | 13 | 2 | 3  | 49 | 19 | +30 | 41 | 20          | 21         |
| 2  | Valletta           | 18 | 11 | 7 | 0  | 31 | 11 | +20 | 40 | 20          | 20         |
| 3  | Birkirkara         | 18 | 9  | 5 | 4  | 31 | 28 | +3  | 32 | 16          | 16         |
| 4  | Sliema Wanderers   | 18 | 7  | 5 | 6  | 24 | 24 | 0   | 26 | 13          | 13         |
| 5  | Floriana           | 18 | 6  | 4 | 8  | 18 | 21 | -3  | 22 | 11          | 11         |
| 6  | Marsaxlokk         | 18 | 6  | 4 | 8  | 28 | 33 | -5  | 22 | 11          | 11         |
| 7  | Msida Saint-Joseph | 18 | 6  | 3 | 9  | 20 | 28 | -8  | 21 | 10          | 11         |
| 8  | Ħamrun Spartans    | 18 | 5  | 2 | 11 | 24 | 37 | -13 | 17 | 8           | 9          |
| 9  | Qormi              | 18 | 3  | 6 | 9  | 16 | 26 | -10 | 15 | 7           | 8          |
| 10 | Tarxien Rainbows   | 18 | 4  | 2 | 12 | 22 | 36 | -14 | 14 | 7           | 7          |

### Verdetti prima fase
Accedono ai playoff campionato:

 Hibernians,  Valletta,  Birkirkara,  Sliema Wanderers,  Floriana,  Marsaxlokk

Accedono ai playoff retrocessione:

 Msida Saint-Joseph,  Ħamrun Spartans,  Qormi,  Tarxien Rainbows

## Classifiche seconda fase

### Playoff campionato
|   | Classifica       | G  | V  | N | P  | GF | GS | Dif | Pt |
| - | ---------------- | -- | -- | - | -- | -- | -- | --- | -- |
| 1 | Hibernians       | 28 | 19 | 5 | 4  | 73 | 25 | +48 | 42 |
| 2 | Valletta         | 28 | 17 | 9 | 2  | 50 | 18 | +32 | 40 |
| 3 | Birkirkara       | 28 | 12 | 7 | 9  | 43 | 45 | -2  | 27 |
| 4 | Marsaxlokk       | 28 | 10 | 6 | 12 | 46 | 52 | -6  | 25 |
| 5 | Sliema Wanderers | 28 | 10 | 8 | 10 | 33 | 41 | -8  | 25 |
| 6 | Floriana         | 28 | 7  | 6 | 15 | 25 | 44 | -19 | 16 |

### Playoff retrocessione
|    | Classifica         | G  | V | N | P  | GF | GS | Dif | Pt |
| -- | ------------------ | -- | - | - | -- | -- | -- | --- | -- |
| 7  | Qormi              | 24 | 7 | 6 | 11 | 30 | 31 | -1  | 20 |
| 8  | Msida Saint-Joseph | 24 | 7 | 5 | 12 | 25 | 40 | -15 | 16 |
| 9  | Tarxien Rainbows   | 24 | 6 | 5 | 13 | 32 | 44 | -12 | 16 |
| 10 | Ħamrun Spartans    | 24 | 7 | 3 | 14 | 31 | 48 | -17 | 16 |

Si salva il Qormi. Per le retrocessioni è necessario ricorrere alla classifica avulsa tra le 3 classificate a 16 punti.

#### Classifica avulsa
|    | Classifica         | G | V | N | P | GF | GS | Dif | Pt |
| -- | ------------------ | - | - | - | - | -- | -- | --- | -- |
| 8  | Msida Saint-Joseph | 8 | 4 | 2 | 2 | 10 | 8  | +2  | 14 |
| 9  | Tarxien Rainbows   | 8 | 2 | 4 | 2 | 13 | 8  | +5  | 10 |
| 10 | Ħamrun Spartans    | 8 | 2 | 2 | 4 | 9  | 16 | -7  | 8  |

In base alla classifica avulsa retrocede l'Ħamrun Spartans. La seconda retrocessa viene decisa da uno spareggio.

#### Spareggio retrocessione
| Paola (Malta) 8 maggio 2009 | Msida Saint-Joseph | 1 – 1 | Tarxien Rainbows | Hibernians Ground |

Dopo i calci di rigore, si impone il Tarxien Rainbows per 5-4, che si salva, costringendo il Msida alla retrocessione.

## Verdetti finali
- Hibernians Campione di Malta 2008-2009
- Hibernians ammesso al 1º turno preliminare della UEFA Champions League 2009-10.
- Valletta e  Birkirkara ammesse al 1º turno preliminare della UEFA Europa League 2009-10
- Sliema Wanderers ammesso al 2º turno preliminare della UEFA Europa League 2009-10 (come vincitrice della coppa nazionale)
- Ħamrun Spartans e  Msida Saint-Joseph retrocesse[1]